# Liste der Ortschaften in Mississippi

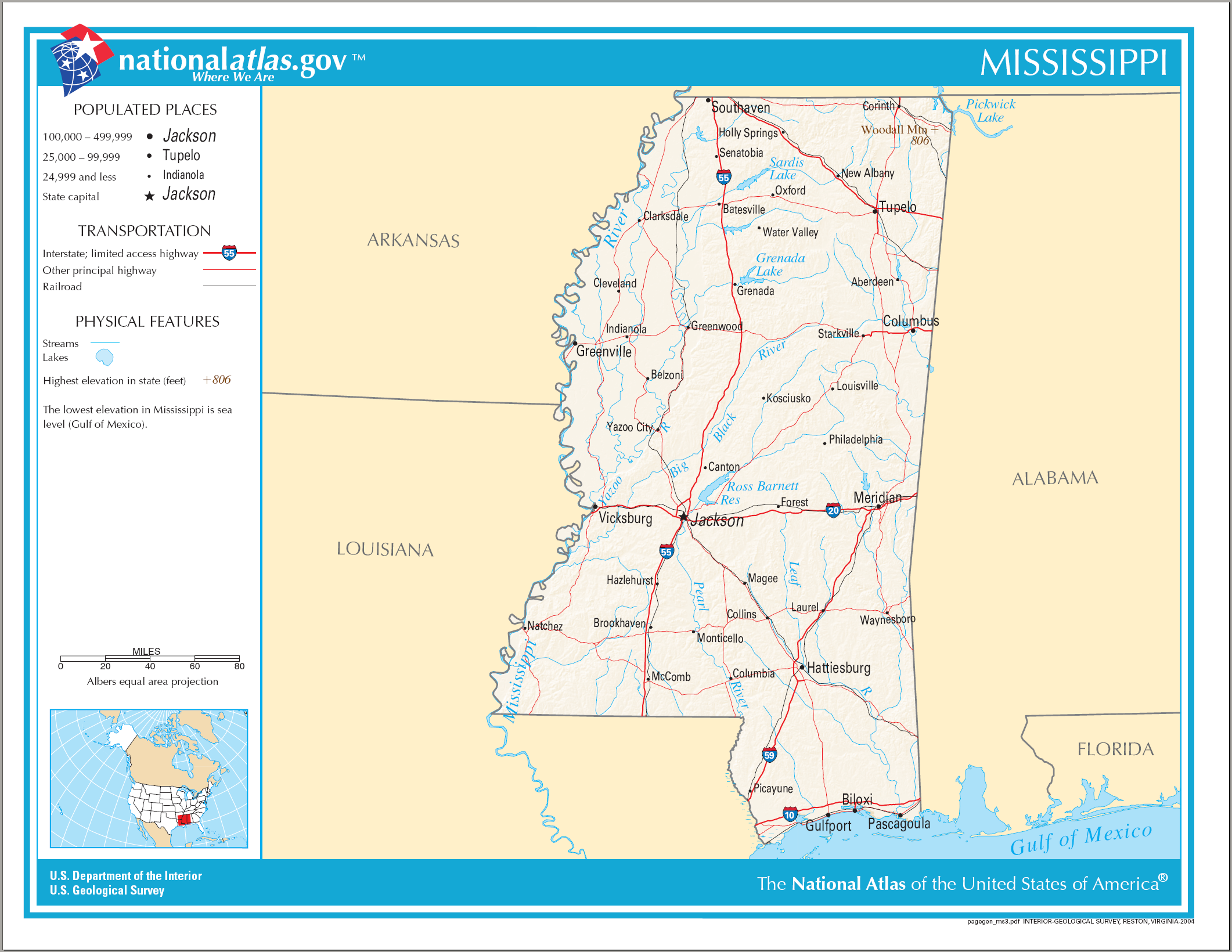
Karte von Mississippi

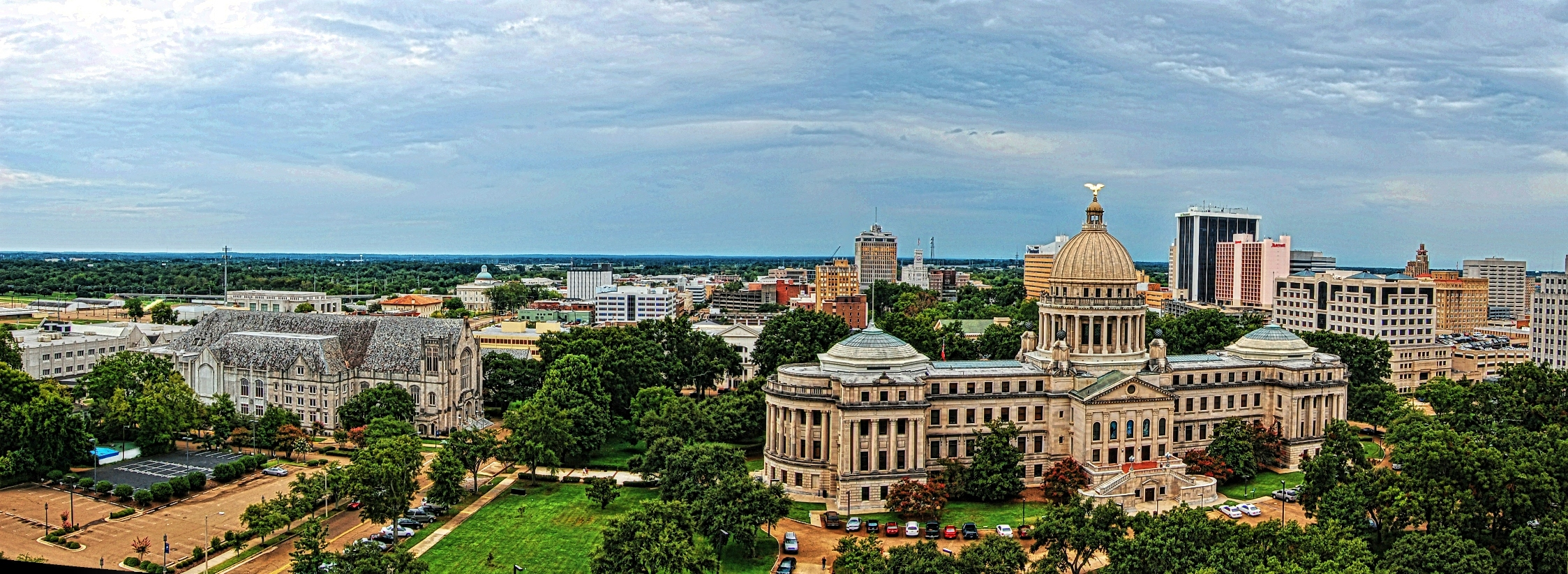
Jackson, die größte Stadt und zugleich Hauptstadt von Mississippi

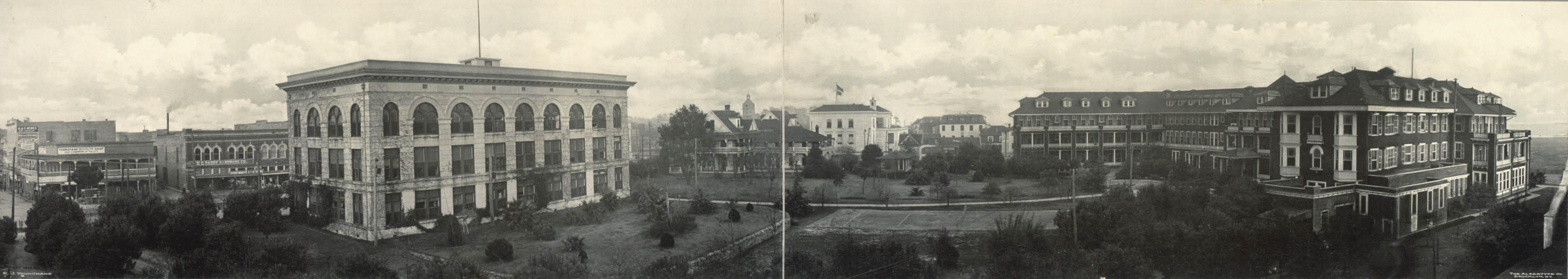
Gulfport

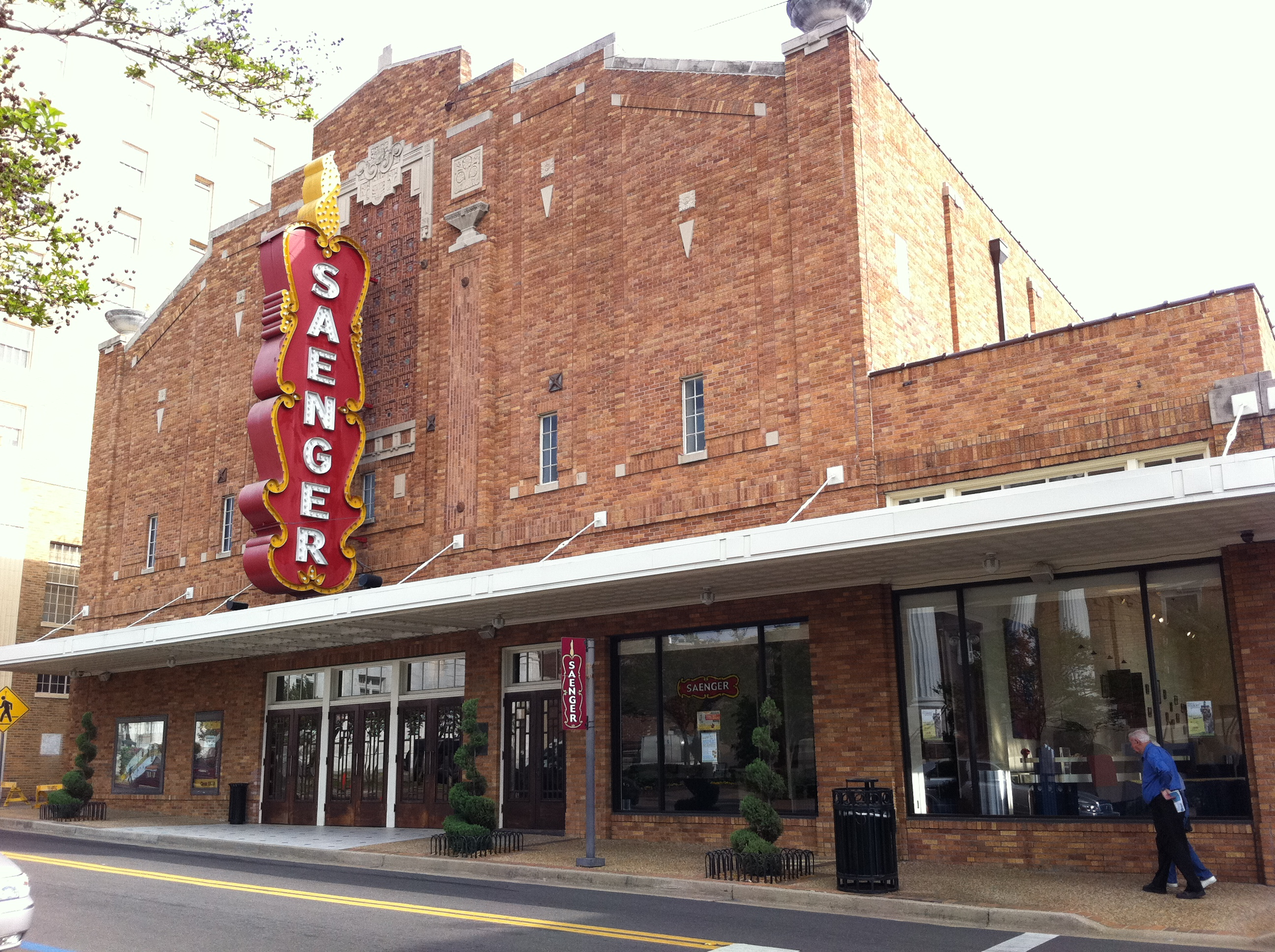
Hattiesburg

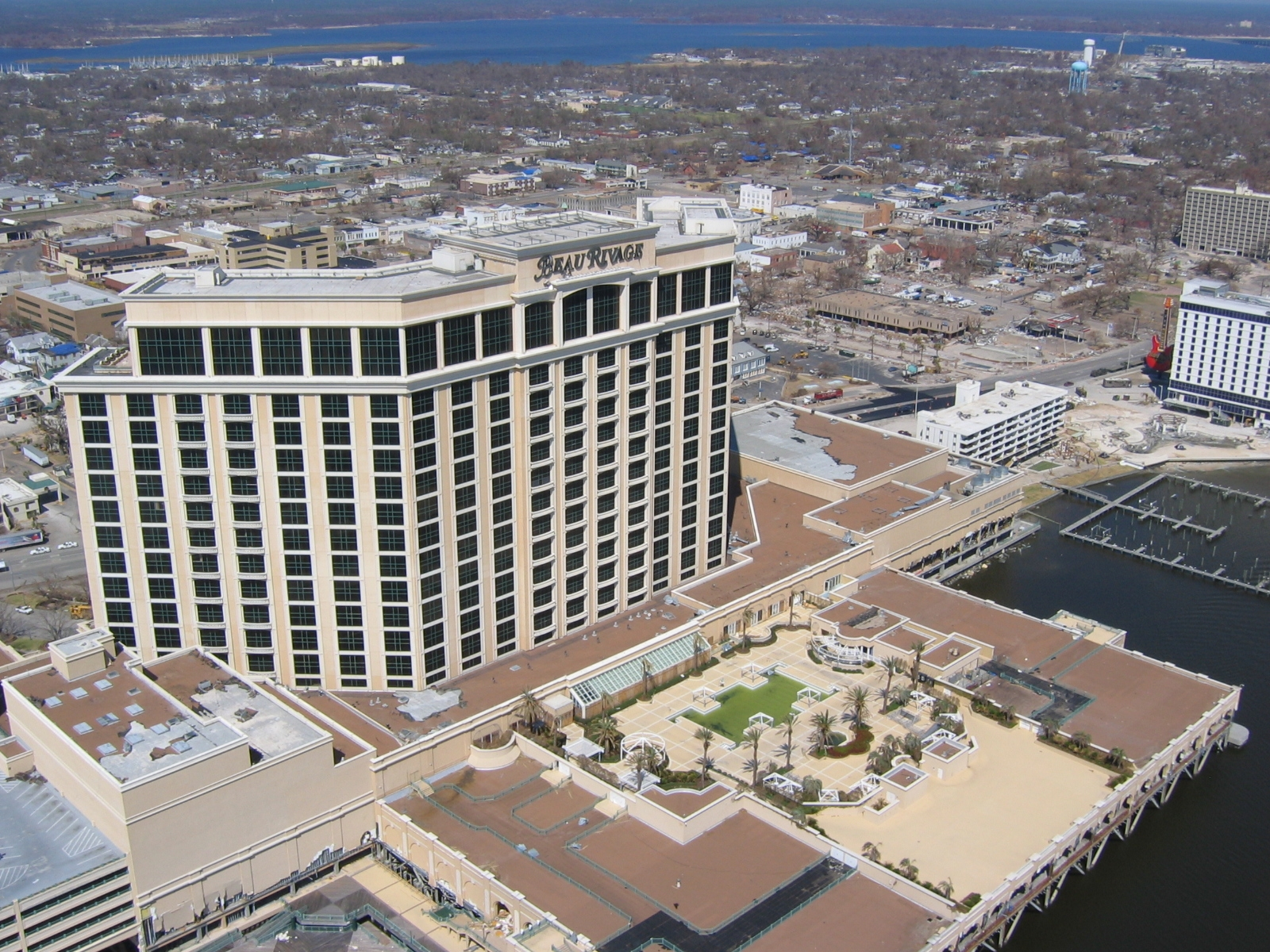
Biloxi

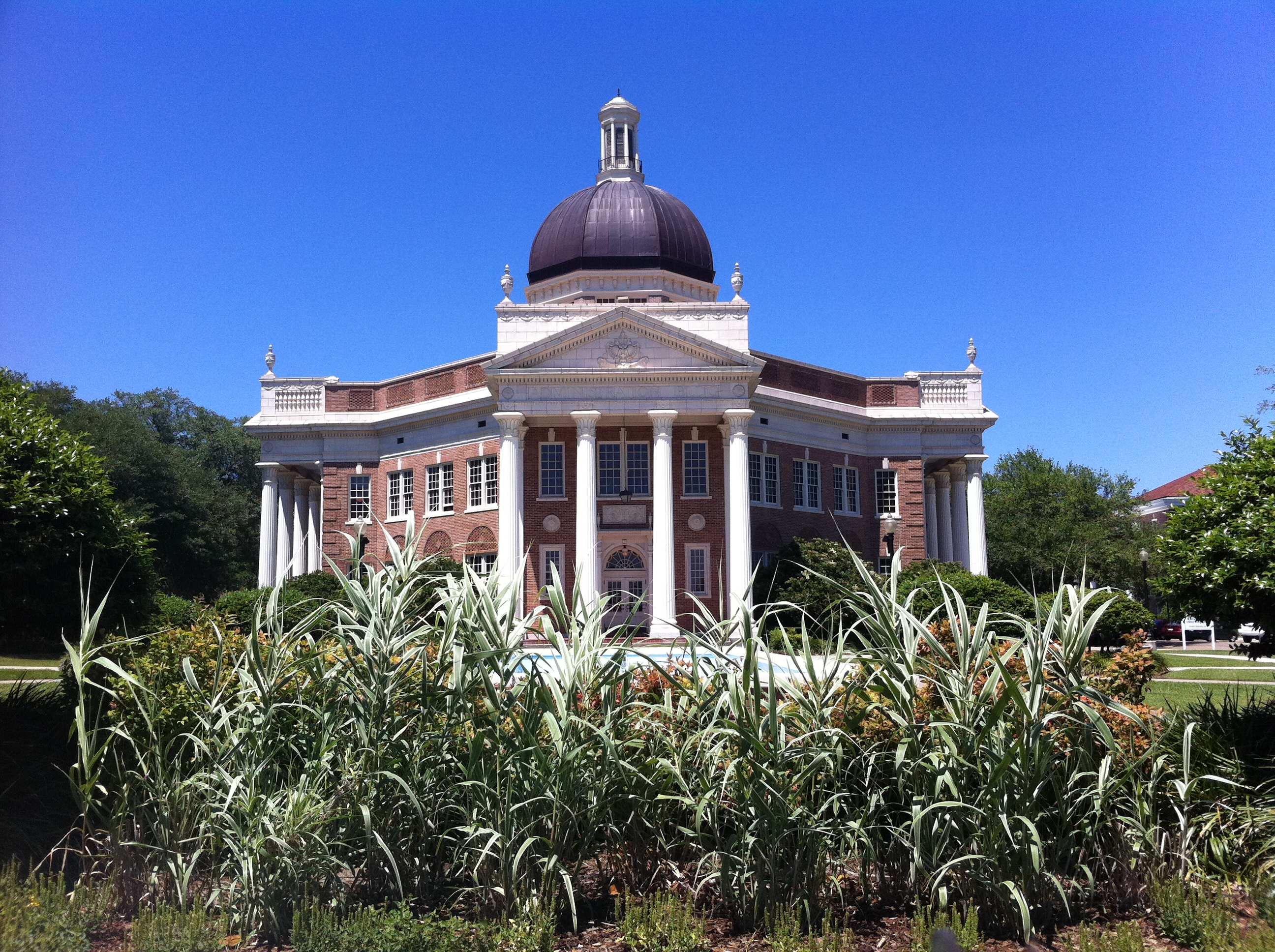
Hattiesburg

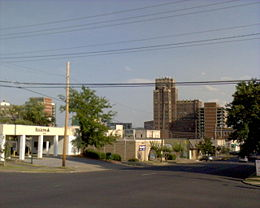
Meridian

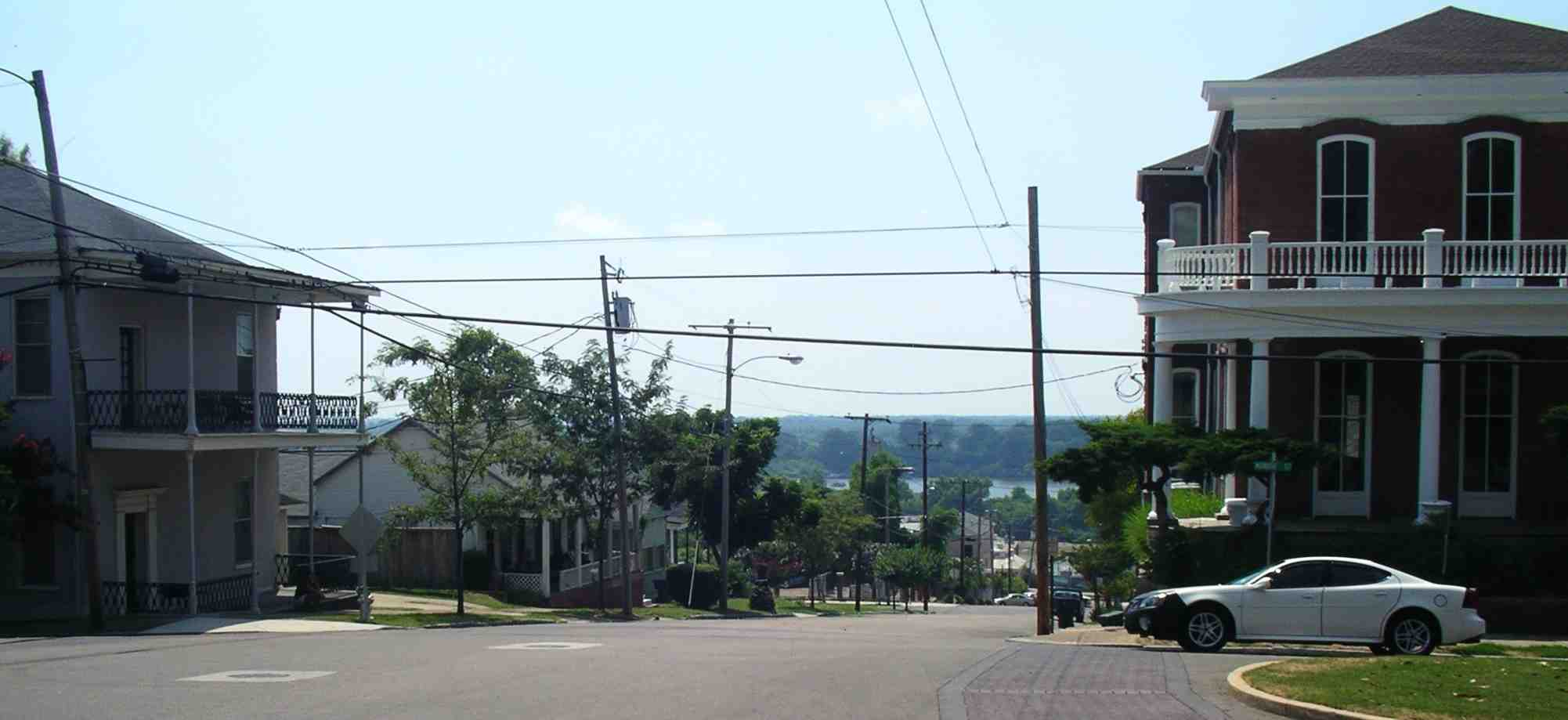
Vicksburg

Die folgende Liste zeigt die größten Kommunen und Siedlungen im US-Bundesstaat Mississippi. Sie enthält sowohl Citys, Towns und Villages als auch Census-designated places (CDP).
Die obere Tabelle enthält die Siedlungen (ausnahmslos mit dem Status „City“), die bei der Volkszählung im Jahr 2020 mehr als 10.000 Einwohner hatten. Ebenfalls aufgeführt sind die Daten der vorherigen Volkszählung im Jahr 2000 und 2010. Die Rangfolge entspricht den Zahlen von 2020.
| Rang (2020) | Kommune       | Einwohner 2020 | Einwohner 2010 | Einwohner 2000 | County(s)              |
| ----------- | ------------- | -------------- | -------------- | -------------- | ---------------------- |
| 1           | Jackson       | 153.701        | 173.556        | 186.843        | Hinds, Madison, Rankin |
| 2           | Gulfport      | 72.926         | 67.785         | 71.153         | Harrison               |
| 3           | Southaven     | 54.648         | 48.982         | 28.981         | DeSoto                 |
| 4           | Biloxi        | 49.449         | 44.250         | 50.965         | Harrison               |
| 5           | Hattiesburg   | 48.730         | 45.989         | 45.158         | Forrest, Lamar         |
| 6           | Olive Branch  | 39.711         | 33.487         | 21.057         | DeSoto                 |
| 7           | Tupelo        | 37.923         | 37.622         | 35.844         | Lee                    |
| 8           | Meridian      | 35.052         | 41.126         | 41.350         | Lauderdale             |
| 9           | Greenville    | 29.670         | 34.396         | 41.566         | Washington             |
| 10          | Clinton       | 28.100         | 25.230         | 25.017         | Hinds                  |
| 11          | Madison       | 27.747         | 24.073         | 18.912         | Madison                |
| 12          | Pearl         | 27.115         | 25.675         | 22.731         | Rankin                 |
| 13          | Horn Lake     | 26.736         | 26.066         | 20.057         | DeSoto                 |
| 14          | Oxford        | 25.416         | 22.145         | 16.126         | Lafayette              |
| 15          | Brandon       | 25.138         | 22.054         | 17.725         | Rankin                 |
| 16          | Starkville    | 24.360         | 23.854         | 21.757         | Oktibbeha              |
| 17          | Ridgeland     | 24.340         | 24.293         | 20.281         | Madison                |
| 18          | Columbus      | 24.084         | 25.195         | 25.816         | Lowndes                |
| 19          | Pascagoula    | 22.010         | 22.390         | 26.335         | Jackson                |
| 20          | Vicksburg     | 21.573         | 23.860         | 25.873         | Warren                 |
| 21          | Gautier       | 19.024         | 18.524         | 16.831         | Jackson                |
| 22          | Ocean Springs | 18.429         | 17.442         | 17.225         | Jackson                |
| 23          | Laurel        | 17.161         | 18.521         | 18.527         | Jones                  |
| 24          | Hernando      | 17.138         | 14.090         | 7.974          | DeSoto                 |
| 25          | Long Beach    | 16.780         | 14.814         | 17.302         | Harrison               |
| 26          | Clarksdale    | 14.903         | 17.959         | 20.765         | Coahoma                |
| 27          | Corinth       | 14.622         | 14.571         | 14.059         | Alcorn                 |
| 28          | Natchez       | 14.520         | 15.738         | 18.459         | Adams                  |
| 29          | Greenwood     | 14.490         | 16.141         | 19.477         | Leflore                |
| 30          | D’Iberville   | 12.721         | 11.567         | 8.218          | Harrison               |
| 31          | Grenada       | 12.700         | 13.092         | 14.879         | Grenada                |
| 32          | Byram         | 12.666         | 11.489         | 7.386          | Hinds                  |
| 33          | McComb        | 12.413         | 12.790         | 13.337         | Pike                   |
| 34          | Moss Point    | 12.147         | 13.704         | 15.851         | Jackson                |
| 35          | Picayune      | 11.885         | 11.626         | 11.279         | Pearl River            |
| 36          | Brookhaven    | 11.674         | 12.504         | 13.044         | Lincoln                |
| 37          | Cleveland     | 11.199         | 12.334         | 13.841         | Bolivar                |
| 38          | Petal         | 11.010         | 10.454         | 9.839          | Forrest                |
| 39          | Canton        | 10.948         | 11.779         | 12.232         | Madison                |
| 40          | Yazoo City    | 10.316         | 11.396         | 14.366         | Yazoo                  |
| 41          | Flowood       | 10.202         | 7.822          | 7.550          | Rankin                 |
| 42          | West Point    | 10.105         | 11.309         | 12.179         | Clay                   |

Weitere Siedlungen in alphabetischer Reihenfolge:
| - Aberdeen - Ackerman - Algoma - Amory - Anguilla - Antonia - Ashland - Batesville - Bay Saint Louis - Bedford Heights - Bellefontaine - Belmont - Belzoni - Blue Mountain - Blue Springs - Booneville - Bude - Byhalia - Calhoun City - Cambridge - Carthage - Choctaw - Cloverdale - Collins - Columbia - Copinth - Crystal Springs - Diamondhead - Delisle - Derma - Ecru - Ellisville - Eupora - Falkner - Fledge - Forest - Fulton - Gallman - Golden - Gulf Hills | - Gulf Park Estates - Guntown - Hamilton - Hazlehurst - Holly Springs - Houston - Indianola - Inverness - Isola - Iuka - Itta Bena - Jefferson - Jonestown - Kiln - Kosciusko - Latimer - Leland - Louisville - Lumberton - Maben - Magee - Magnolia - Mantee - Marks - Mathiston - Monticello - Morgantown (Adams) - Morgantown (Marion) - Morton - Myrtle - Nettleton - New Albany - New Houlka - Okolona - Oliverfried - Pass Christian - Pelahatchie - Philadelphia - Pontotoc - Pt Bienville | - Pt Gibson - Purvis - Quitman - Randolph - Raymond - Richland - Rienzi - Ripley - Rolling Fork - Rosedale - Ruleville - Saltillo - Sardis - Sebastopol - Senatobia - Shannon - Sherman - Sledge - South Haven - St. Martin - Stoneville - Stonewall - Sumner - Taylorsville - Tremont - Troy - Tutwiler - Vancleave - Vardaman - Verona - Walls - Walnut Grove - Waveland - Waynesboro - West Hattiesburg - Wiggins - Winona - Woodsville |